# Josef Heuken
Josef Heuken (Lebensdaten unbekannt) war ein deutscher Fußballspieler.

## Karriere

### Vereine
Heuken gehörte Schwarz-Weiß Essen als Mittelfeldspieler an, für den er in den vom Westdeutschen Spiel-Verband organisierten Meisterschaften von 1923 bis 1926 zunächst im Ruhrgau, zuletzt in der Bezirksklasse Ruhr, Punktspiele bestritt; während dieser Zeit gewann er zweimal die Meisterschaft im Ruhrgau. In den sich jeweils anschließenden Endrunden um die Westdeutsche Meisterschaft belegte seine Mannschaft zunächst den fünften Platz von den teilnehmenden Meistern der sieben Gaue und zuletzt den zweiten hinter dem punktgleichen Duisburger SpV, bei dem der Torquotient den Ausschlag gab.
Aufgrund dieses Erfolges nahm sein Verein auch erstmals an der Endrunde um die Deutsche Meisterschaft teil. Sein Debüt gab er im Achtelfinale am 3. Mai 1925 im Forster Stadion am Wasserturm beim 2:1-Sieg gegen den FC Viktoria Forst. In seinem zweiten Endrundenspiel am 17. Mai 1925 im Stadion an der Castroper Straße in Bochum schied er mit seiner Mannschaft mit 1:3 gegen den FSV Frankfurt aus dem Wettbewerb aus.

### Auswahlmannschaft
Als Spieler der Auswahlmannschaft des Westdeutschen Spiel-Verbandes nahm er am Wettbewerb um den Kampfspielpokal teil und unterlag am 4. Juli 1926 im Müngersdorfer Stadion in Köln der Auswahlmannschaft des Süddeutschen Fußball-Verbandes vor 30.000 Zuschauern mit 2:7. Von den sieben Toren wurden allein sechs von drei Spielern des FC Bayern München erzielt; dreimal Josef Pöttinger, zweimal Franz Dietl und einmal Ludwig Hofmann.

## Erfolge
- Zweiter der Westdeutschen Meisterschaft 1925
- Ruhrgaumeister 1924, 1925
- Kampfspielpokal-Finalist 1926